# حد جبري
الحد الجبري وهو الكمية الواحدة من المقدار الجبري الموضوع على صورة حاصل جمع كميات.
ويمكن تعريف الحد الجبري على انه حاصل ضرب معامل في متغير أو أكثر .
مثال على ذلك ( 2س ص ) فالمعامل في المثال السابق هو (2) والمتغيرات هي (س) و (ص) .
فمثلا المقدار : 9x - 4y + x y2
يتكون من الحدود الجبرية التالية : ( 9x ) ، (-4 y ) ، (x y2) فتسمى كل واحد منها «حدًا جبريًا».